# Tossau de Mar
El Tossau de Mar, també conegut com a Tuc de l'Estany de Mar, és un pic de 2.739 metres d'altitud, situat a la carena que separa el Circ de Tòrt del Lac de Mar, al terme municipal de Naut Aran, a la Vall d'Aran. Des del seu cim es gaudeix d'unes excel·lents vistes del pic de Besiberri Nord, del Circ de Tòrt, el Lac de Mar, la Sèrra de Rius i la Vall de Rius.
Està inclòs a la zona perifèrica del Parc Nacional d'Aigüestortes i Estany de Sant Maurici, així com al Repte dels 100 cims de la Federació d'Entitats Excursionistes de Catalunya (FEEC).
Fins i tot als mesos d'estiu és visitat per pocs aficionats a causa de la dificultat d'assolir el cim, que implica passos d'escalada de fins a segon grau força aeris. En condicions hivernals es pot fer amb esquis des del refugi de la Restanca, però a la cresta cimera cal utilitzar grampons i piolet. El pic està en la zona d'influència de dos refugis (el de Conangles, a l'Alta Ribagorça, i el de la Restanca, al Circ de Restanca), amb tots els serveis que hi faciliten l'estada.

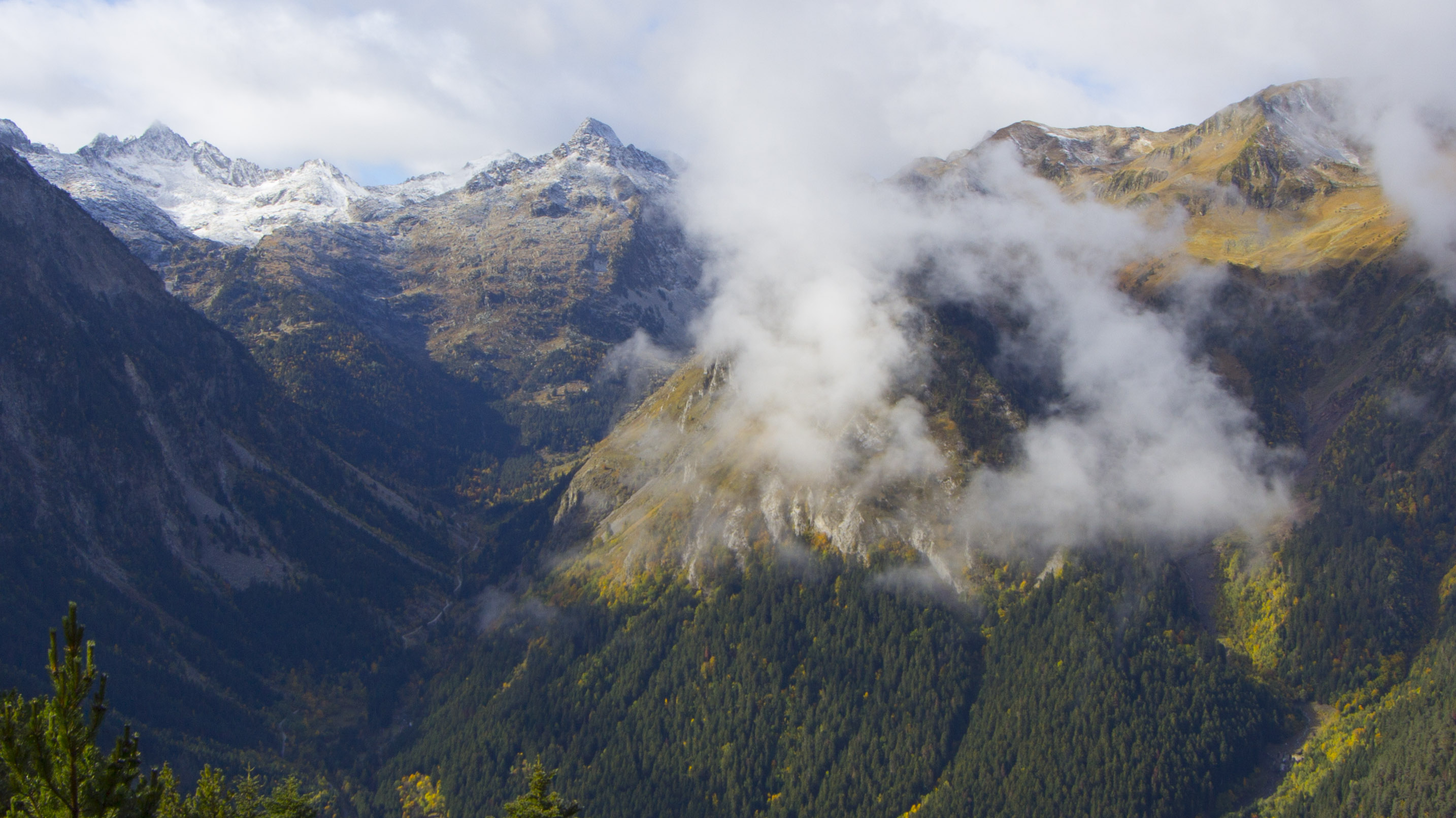
Tossau de Mar i Besiberri Nord des de Mont-romies (imatge amb anotacions)

El desembre de 2002 es van inventariar les vies d'escalada del Parc, i el Tossau de Mar en té inventariades unes 6 d'escalada clàssica, desequipades, i a l'últim tram presenten alguna dificultat. L'any 2004 es va produir un accident mortal quan un escalador hi ascendia.